# フランチェスコ・スクァルチォーネ

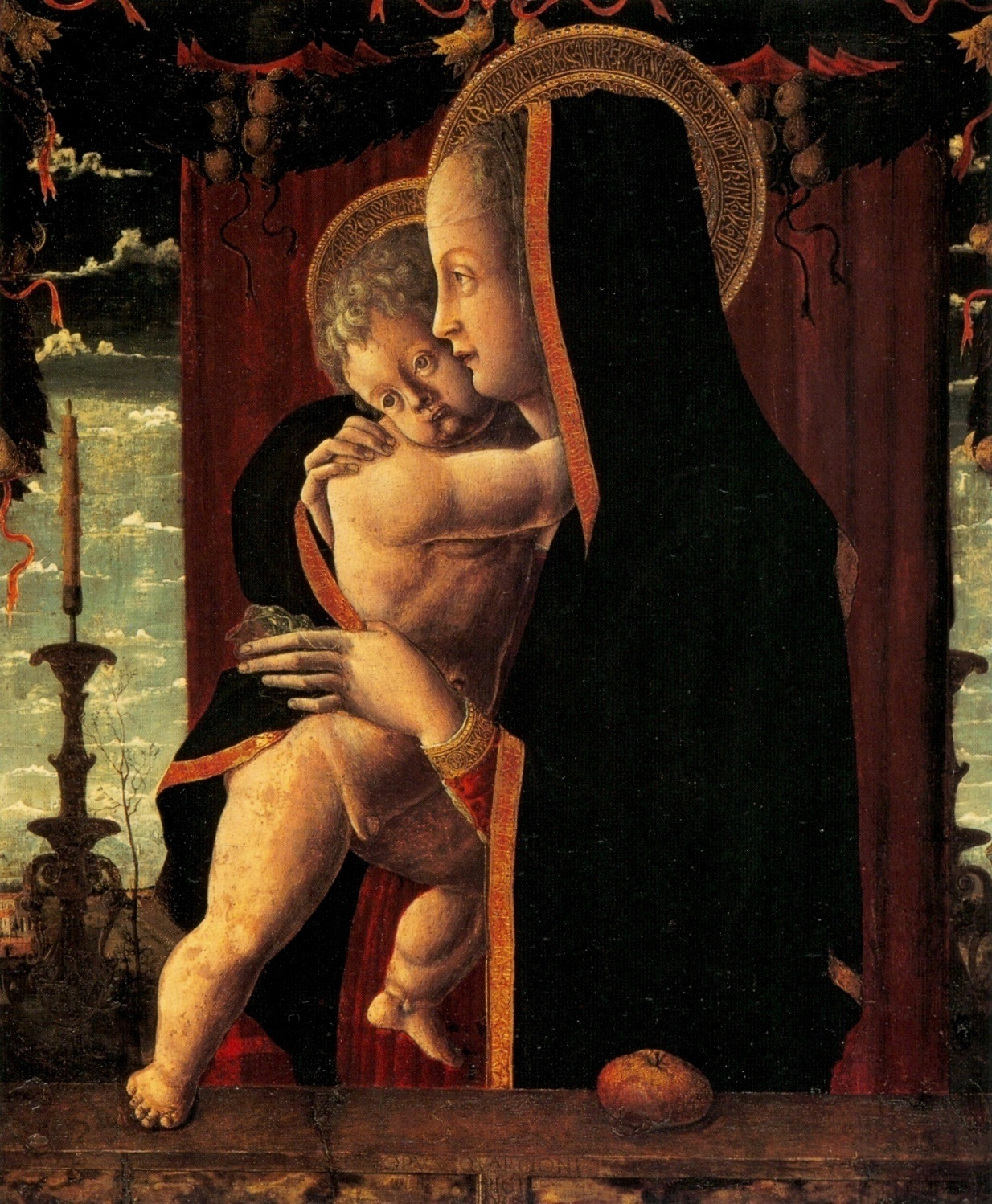
フランチェスコ・スクァルチォーネ『聖母子』（1460年頃）ポプラ材、82 x 70 cm/ベルリン国立美術館

フランチェスコ・スクァルチォーネ（Francesco Squarcione, 1397年頃 - 1468年）はイタリアの画家。パドヴァの出身。弟子の中には、アンドレア・マンテーニャ（彼とは後に多くの法廷闘争を繰り広げた）、コズメ・トゥーラ、カルロ・クリヴェッリがいた。スクァルチォーネの署名のある絵は2枚しかなく、1枚は『聖母子』（右）、もう1枚はパドヴァにある祭壇画である。